# Gumersind Alabart i Sanz
Gumersind Alabart i Sanz (Torredembarra, Tarragonès, 1883 - Barcelona, 1929) fou un prevere català, doctor en teologia, filosofia i lletres i ajudant de classes pràctiques de llengua hebrea de la Universitat de Barcelona. Fou un promotor de la recuperació de la llengua catalana mitjançant la traducció dels clàssics universals al català i defensà açò mateix al seu discurs «Los estudios clásicos y bíblicos en la Cataluña contemporánea» de l'11 de novembre de 1928 a l'Acadèmia de Bones Lletres de Barcelona. Col·laborà en la Fundació Bernat Metge com a traductor de Ciceró i en la Fundació Bíblica Catalana.